# 유명옥
유명옥(柳明玉, 1943년 2월 15일 ~ 2023년 7월 9일)은 대한민국의 성우이다. 1965년 MBC에 입사했으며, 현재는 MBC 2기이다. 문화방송 성우극회 소속.

## 주요 출연작품

### 애니메이션
- 타이거마스크 (TBC)
- 시골소녀 폴리아나 (MBC)
- 사파이어 왕자 (MBC)
- 목장의 소녀 캐트리 (MBC)
- 어린이 명작동화 (MBC)
- 소공녀 세라 (MBC)
- 들장미소녀 캔디 (MBC)
- 그로이저X (MBC)
- 오로라공주와 손오공 (MBC) - 키티 박사
- 서부소년 차돌이 (MBC)
- 알프스 소녀 안네트 (MBC)

### 드라마
- 전원일기 (MBC) - 기홍의 어머니 삼봉댁 이정옥 역